# Gustavo Paz-Pujalt
Gustavo R. Paz-Pujalt (Arequipa, 9 de agosto de 1954) es un científico e inventor peruano-estadounidense. 

## Biografía
Paz-Pujalt nació el 9 de agosto de 1954 en Arequipa, Perú, y se graduó en el Colegio San Andrés de Lima. Se graduó con honores y recibió el Premio Miller por sus logros en inglés.
Realizó sus estudios universitarios en la Universidad de Wisconsin-Eau Claire, y completó su doctorado en química física en la Universidad de Wisconsin-Milwaukee. Su asesor doctoral fue George Keulks. También fue apadrinado por el profesor W. Keith Hall. Durante este tiempo estudió la ciencia de superficies bajo la conducción de Gerhard Ertl, ganador del Premio Nobel de Química. Además, Paz-Pujalt ha recibido numerosos diplomas de nivel ejecutivo del MIT y del Wharton.
Posee 45 patentes en los EE. UU. y 59 patentes internacionales, principalmente en las áreas de teledetección, películas finas, sensores y materiales de conversión ascendente.
Llegó a ser Senior Research Associate de la Eastman Kodak Company desde 1986 hasta 2004, Director de Tecnología de Xerox entre 2004 y 2007, y actualmente es el CEO de Idealurgy, una compañía dedicada al conocimiento, que actualmente atiende las necesidades de la corporación Fortune 500, así como a las principales universidades internacionales de investigación.